# Великоберезовицький деканат УГКЦ
Великоберезовицький деканат  Тернопільсько-Зборівської архієпархії УГКЦ — релігійна структура УГКЦ, що діє на території Тернопільської області України.

## Історія
Великоберезовицький Протопресвітеріат утворений 28 лютого 2013 р. Б., декретом Архієпископа і Митрополита Кир Василія Семенюка на базі частини парафій Тернопільського (районного) та Великобірківського деканатів.

## Декани
Декан Великоберезовицький — о. Василь Брона, адміністратор храму Вознесіння Господнього (смт Велика Березовиця). Віце-деканом призначений о. Іван Зозуля.

## Парафії деканату
| Парафії                                  | Населені пункти                 |
| ---------------------------------------- | ------------------------------- |
| Непорочного Зачаття Пречистої Діви Марії | с. Буцнів                       |
| Святого Володимира                       | смт Велика Березовиця (кемпінг) |
| Вознесіння Господнього                   | смт Велика Березовиця           |
| Святих Бориса і Гліба                    | смт Велика Березовиця           |
| Святого Архістратига Михаїла             | с. Велика Лука                  |
| Різдва Пресвятої Богородиці              | с. Кип'ячка                     |
| Покрови Пресвятої Богородиці             | с. Мишковичі                    |
| Святого Архістратига Михаїла             | с. Острів                       |
| Успіння Пресвятої Богородиці             | с. Прошова                      |
| Перенесення мощей святого Миколая        | с. Серединки                    |
| Пресвятої Трійці                         | с. Скоморохи                    |
| Введення в храм Пресвятої Богородиці     | с. Смолянка                     |

## Події
12 липня 2015 в с. Буцнів Тернопільського району відбувся з'їзд молоді Великоберезовицького деканату з одночасною деканальною молодіжною прощею до Буцнівської чудотворної ікони. Після Молебню до Пресвятої Богородиці перед чудотворною іконою Матері Божої Буцнівської, з привітанням до молоді звернувся о.-декан Василь Брона, духовну науку про історію Буцнівської чудотворної ікони промовив адміністратор парафії о. Євген Кобильник. Опісля відбулися різні конкурси та змагання, які проводили студенти Тернопільської духовної семінарії. Потім відбувся благодійний концерт на підтримку родичів учасників АТО за участі місцевих виконавців, а також о. Василя Брони і гурту «Фіра».